# 内館牧子
内館 牧子（うちだて まきこ、1948年9月10日 - ）は、日本の脚本家、作家、作詞家。
東日本大震災復興構想会議委員。東京都教育委員会委員、ノースアジア大学客員教授。元横綱審議委員会委員（2000〜2010年）。学位は造形学士(武蔵野美術大学)、修士 (文学)(東北大学)。

## 略歴
秋田県秋田市土崎港生まれ。父親は岩手県盛岡市、母親は秋田市出身。日本冷蔵（ニチレイ）に勤めていた父の転勤で、4歳から新潟県、小学校3年から高校2年までは東京都大田区雪谷で育った。新潟では幼稚園に馴染めず、いじめられて退園。それ以来ずっと家で過ごすうちにラジオの大相撲中継を聞くようになった。きっかけは、いじめられていた時にいつも助けてくれた男の子の体が大きかったこと。これが原体験となり、体の大きな男の子は優しいという意識が刷り込まれたという。東京都立田園調布高等学校を経て、1970年（昭和45年）、武蔵野美術大学造形学部基礎デザイン学科卒。
大卒後は三菱重工業に入社して横浜製作所に勤務した。当初は2、3年勤めて寿退社するつもりだったが当てが外れた。また、仕事の上でも満たされず、三味線や小唄など習い事をたくさんしていたという。床山を志願して日本相撲協会に自らを売り込んだり、全国の新聞社に相撲記者の採用がないか問い合わせていたのもこの時代で、すべて断られたときには29歳になっていた。
その後、会社帰りにシナリオライターの学校に通うようになり、ある新人コンクールで佳作をもらったことをきっかけに、NHKの新人脚本家養成講座の生徒に選ばれた。そして何のあてもないまま35歳で三菱を辞めたが、養成講座の生徒井沢満に紹介された小学館の漫画雑誌の仕事を手始めに、NHKの番組や講談社の仕事などをこなしつつ約4年間を過ごし、1988年（昭和63年）40歳にして脚本家デビューを果たした（『バラ』NTV）。当初は素人時代から使っていた岸牧子の筆名で活動。出世作は1990年のドラマ『想い出にかわるまで』。代表作に、NHK連続テレビ小説『ひらり』、『私の青空』、大河ドラマ『毛利元就』などがある。
2000年より10年間大相撲の横綱審議委員会委員を務めた。この間、2003年の春より3年間東北大学の大学院で大相撲を研究、2006年より秋田経済法科大学（現・ノースアジア大学）客員教授、2007年より武蔵野美術大学映像学科客員教授としてシナリオ制作の実習授業を担当。
2011年4月東日本大震災復興構想会議委員に就任。
2017年5月7日、東京都内で第7回「忘れられない看護エピソード」表彰式に、ギプスをはめた車いす姿で出席。右足骨折で全治6ヶ月の重傷を負ったことが明らかになった。
2019年（令和元年）秋の叙勲で旭日双光章を受章。
近年は週刊誌の連載コラムやインタビューなどが主な仕事となっている。

## 人物
武蔵野美術大学在学中はラグビー部の（初代女子）マネージャー、三菱重工では同社の硬式野球部マネージャーを務めた。
大の格闘技ファン。特に好角家として知られるほか、プロレスにも造詣が深く、2009年から6年間東京スポーツ制定のプロレス大賞で特別選考委員を務めた。

### 大学院での大相撲研究
2000年大阪府知事に初当選した太田房江が、大相撲大阪場所の土俵上で大阪府知事賞を授与すると発言して日本相撲協会から拒否されたことに関しては、従来より「大相撲における土俵の女人禁制」を守るべきとの考えから協会側の決定を尊重すべきとした。その翌年、朝日新聞紙上で再び持論を繰り返した太田府知事に対して同紙上で反論したことなどをきっかけに大学院での大相撲の研究を決心し、志望校を定めて受験勉強を始めた。
2002年9月、東北大学大学院文学研究科修士課程の社会人特別選抜を受験して合格。翌春、人間科学専攻（宗教学）へ入学し、『神事としてみた相撲』を研究テーマに宗教学を専攻。3年間仙台を中心に生活を送り、2006年3月に修士課程（宗教学）を修了（修士〈文学〉）した。同年、修士論文の趣旨を土台にした著書『女はなぜ土俵にあがれないのか』を刊行。相撲の歴史と伝統について宗教的儀式として論じ、男女共同参画の観点をこの種の領域に対し文化論争抜きに持ち込む風潮に異を唱えた。
東北大学大学院在学中の2005年、東北大学相撲部より招聘され「現役院生監督」となった。これ以降、学生相撲やアマチュア相撲界、また他大学の監督、コーチ、学生相撲連盟などにも人脈を広げた。

### 女性初の横綱審議委員会委員
太田府知事の「土俵女性差別」発言から約半年後の2000年9月、当時の時津風理事長（元大関・豊山）から、女性初となる横綱審議委員会（以下、横審）委員を委嘱され、約10年間活動した。この間、東京両国国技館の土俵下の席を通年で購入し、場所中12、3日間は会場に足を運んだほか、稽古総見は朝7時から始まる幕下から見るようにした。内館の委員就任に最も反対していた協会幹部のひとりも、3年後には「今後も相撲界のためによろしく」と、直接内館に言葉を掛けたという。
2002年1月場所前（同年1月7日）に行われた横審稽古総見の際、第67代横綱・武蔵丸が、前日までプロレス・ラグビー観戦をしていながら、当日左手首の故障を理由に稽古総見を欠席したことに対し、「社会人として最低。あんな横綱に優勝してほしくない」などと厳しく非難したほか、武蔵丸を庇った師匠の武蔵川親方（第57代元横綱・三重ノ海） に対しては「気分転換をしても構わないが、それならば公式行事をサボらないで欲しい」と抗議して時津風理事長に聞き入れられ、以後の横綱・大関は入院でもしていない限り、「稽古総見は原則的に出席すべし」と決まった。この一件がきっかけとなって「横審の魔女」の異名を冠するようになった。
2003年1月場所で2場所連続優勝を果たし、場所後に第68代横綱に昇進した朝青龍について、同場所後の横審定例会では「今回、昇進させなければ、今後誰も横綱に昇進させられなくなってしまう」と述べて昇進自体には賛成したが、同時に「問題は『客のために相撲を取っているんではない』などの言葉。品格をしっかりと直してほしいと注文した」とも述べて、師匠の高砂親方（元大関・朝潮）に対しても、横綱の品格面で一層の指導を求めた。その後も、朝青龍の常識外れの行動・言動についてその都度猛批判しており、「朝青龍の天敵」としてマスコミに大きく取り上げられていた。
もっとも内館は、私的な立場として「私はプロのスポーツ選手として朝青龍をすごく認めますし、超が3つつくほど好き」「アスリートとしては、150%好き」と好意をよせていた。しかし普段の辛口のコメントについては「でも大相撲には相撲道の精神がある。それを無視し続けていた朝青龍と、ビシッとした態度を全く取らない師匠（高砂親方）がいるから、私は毎回鬼のように怒らなきゃならなかった」「私自身朝青龍に対し『現役力士』として、『横綱』としても一切認めていない」などと報道陣に述べた経緯がある。
2008年12月、心臓弁膜症で倒れ緊急入院・手術のため約4か月間治療に専念。翌2009年4月29日の大相撲稽古総見で復帰の際、朝青龍の方から内館に近寄り「先生大丈夫ですか？心配しましたよ。元気になって良かったですね」と語りながら笑顔でハグされると、内館も思わず笑みを返す場面があった。その後内館は、記者陣に対し「（朝青龍は）まるで（豊臣）秀吉みたいな『人誑（たら）し』だわ。『天敵』の私を喜ばせるんだから」と皮肉交じりにコメントしている。
2010年1月25日をもって、横審委員としての任期を満了した。同日最後となる横綱審議委員会の席で内館は、1月場所中の1月16日に泥酔暴行騒動を起こした朝青龍に対して「日本相撲協会は余りにも朝青龍に甘過ぎる。今回も『厳重注意』で済む問題じゃない。普通の企業なら間違いなくクビ、又次に何かやったら『引退勧告』すべきですよ」と苦言を呈している。
ところがその数日後、朝青龍が暴行した相手は当初報道された個人マネージャーではなく、一般人だった事が発覚。内館の横審委員退任から僅か10日後の同年2月4日、朝青龍は度重なるトラブルに責任を取る形で、突如現役引退を表明した。その際に内館は「朝青龍が自ら引退したことはベストの選択だったと思う。今後は日本であれ外国であれ、その国と業界及びその仕事に対し、敬意を払うことを忘れないでほしい」等とコメントを述べている。
なお、2011年3月の本場所中止の要因となった大相撲八百長問題に関しては、「全く知らなかった」「夢にも思わなかった」と言う立場を貫いている。

### 訴訟
『将棋世界』2013年7月号において、内館が自身の連載コラム「月夜の駒音」でコンピュータ将棋ソフトウェア「Puella α」と塚田泰明の対局を取り上げた際、ソフトウェア開発者の伊藤英紀が、その内容の中に「名誉を毀損し、侮辱する記載」があったとして、日本将棋連盟と同誌の発行元であるマイナビに損害賠償と謝罪を要求した。しかし両者ともこれに応じなかったため、同年12月に内舘、将棋連盟、マイナビの三者は伊藤より名誉毀損で提訴された。裁判の結果、2014年12月に、被告は賠償金を支払って謝罪記事を載せた上で問題の記事を撤回するという、全面的に敗訴と言える内容で民事訴訟法の規定による和解をしている。
尚、連載の内容から内館は「行き所のない駒が禁じ手である」という将棋の基本的なルールさえ理解していないことがうかがわれ、実際には将棋に興味はなく、単なる「創作活動の手段」としてしか見ていない。
2015年12月号を以て、「月夜の駒音」の連載を終了した。

### その他
盛岡文士劇に同じ作家仲間である高橋克彦らと出演している。
身長は168cmである。
脚本担当歴のある『連続テレビ小説』については、自身が手掛けていない作品も視聴しており、「朝ドラはすごく面白いと思う。自分だったらこうするのにとかは思わない。毎回楽しんで見ている」と述べている。

## 主な作品

### 映画
- 『BU・SU』（1987年）
- 『REX 恐竜物語』（1993年）ダイアローグライター

### テレビドラマ
- 『特捜最前線』（テレビ朝日）原案。岸牧子名義
  - シャムスンと呼ばれた女!（1981年）
  - 殺人クイズ招待状!（1982年）
- 『妻たちの課外授業II』（1987年、日本テレビ）後半部のみ2本。畑嶺明と共同執筆。
- 東芝日曜劇場『バッグレディに春が来た!』（1988年、中部日本放送）直前に放送中止となり、現在も未放送。
- 『風少女』（1988年、日本テレビ）
- 水曜グランドロマン『バラ』（1988年、日本テレビ）
- NHK特集『夏服の少女たち～ヒロシマ・昭和20年8月6日～』（1988年、NHK）
- 『オイシーのが好き!』（1989年、TBS）
- 『Winkの初体験!ドラマ コンプレックス 可愛いコになれない』（1989年、TBS）
- 東芝日曜劇場『私の青空 -My Blue Heaven-』（1989年、中部日本放送）
- 水曜グランドロマン『リトルボーイ・リトルガール』（1989年、日本テレビ）
- 『うらぎり』（1989年、TBS）
- 『想い出にかわるまで』（1990年、TBS）
- 東芝日曜劇場『切ないOLのために』（1990年、中部日本放送）
- 水曜グランドロマン『男と女のエアポート』（1990年、日本テレビ）
- 『クリスマスイブ』（1990年、TBS）
- 『貴族の階段』（1991年、TBS）
- 東芝日曜劇場『まま・あい・らぶ・ゆー』（1991年、北海道放送）
- 『千代の富士物語』（1991年、関西テレビ）
- 水曜グランドロマン『嫁と姑フリフリ'91』（1991年、日本テレビ）
- 東芝日曜劇場『切ないOLの反乱』（1991年、中部日本放送）
- 『もう一度別れのブルースを 淡谷のり子物語』（1991年、日本テレビ）
- 『あしたがあるから』（1991年、TBS）
- 『…ひとりでいいの』（1992年、日本テレビ）
- 『オバサンなんて呼ばないで!』（1992年、NHK総合）
- 連続テレビ小説『ひらり』（1992年 - 1993年、NHK総合）
- 『都合のいい女』（1993年、フジテレビ）
- 『坊っちゃん -人生損ばかりのあなたに捧ぐ-』（1994年、NHK総合）
- 『出逢った頃の君でいて』（1994年、日本テレビ）
- 『てやんでえッ!!』（1994年、フジテレビ）
- 『転職ロックンロール』（1995年、テレビ朝日）
- 『寝たふりしてる男たち』（1995年、読売テレビ）
- 『妻の恋』（1995年、NHK総合）
- 『義務と演技』（1996年、TBS）原作のみ
- 大河ドラマ『毛利元就』（1997年、NHK総合）
- 『愛しすぎなくてよかった』（1998年、テレビ朝日）
- 『必要のない人』（1998年、NHK総合）
- 『週末婚』（1999年、TBS）
- 連続テレビ小説『私の青空』（2000年、NHK総合）
- 『昔の男』（2001年、TBS）
- 『私の青空2002』（2002年、NHK総合）
- 『年下の男』（2003年、TBS）
- 金曜時代劇『転がしお銀 父娘あだ討ち江戸日記』（2003年、NHK総合）
- 『汚れた舌』（2005年、TBS）
- 『白虎隊』（2007年、テレビ朝日）
- 『塀の中の中学校』（2010年、TBS）
- 『エイジハラスメント』（2015年、テレビ朝日）
- 『ハートロス 〜虹にふれたい女たち〜』（2016年10月2日、CBCテレビ ほか）[40]
- 『小さな神たちの祭り』（2019年11月20日、TBCテレビ）

### 舞台
- 『ミュージカル 小野小町』（2007年、わらび座）
- 『ミュージカル 秋田は何もない』(2025年、わらび座)

## 著書
- 『BU・SU』講談社X文庫 1987年 「BU・SU すべてのプリティ・ウーマンへ」講談社 1996年 のち文庫
- 『可愛いコになれない』角川文庫 1988年
- 『A・I・TSU』講談社X文庫 1988年
- 『Ka・p・pe』講談社X文庫 1988年
- 『恋人なんていらない』角川文庫 1989年
- 『想い出にかわるまで』TIS 1990年 のち角川文庫
- 『クリスマス・イヴ』角川書店 1990年 のち文庫
- 『ベティちゃんの地味なくらし』角川書店 1991年 「恋のくすり」文庫
- 『あしたがあるから』角川書店 1991年 のち文庫
- 『出逢った頃の君でいて』講談社 1991年 のち文庫
- 『…ひとりでいいの』角川書店 1992年 のち文庫
- 『ベティちゃんの心の情人』角川書店 1992年 「恋の魔法」文庫
- 『切ないOLに捧ぐ』徳間書店 1992年 のち講談社文庫
- 『あなたが好きだった』世界文化社 1992年 のち講談社文庫
- 『失恋美術館』角川書店 1993年 のち文庫
- 『恋愛レッスン』集英社 1993年 のち文庫
- 『ハートが砕けた!』マガジンハウス 1993年 のち講談社文庫
- 『ひらり』全4冊（シナリオ）講談社文庫 1993年
- 『ひらり』角川書店 1993年
- 『リトルボーイ・リトルガール』講談社文庫 1994年
- 『ベティちゃんの「愛してる」と言わせて』角川書店 1994年 「愛してると言わせて」文庫
- 『朝ごはん食べた?』小学館 1994年 のち文庫年
- 『切ない30代に捧ぐ』角川書店 1994年 のち文庫年
- 『寝たふりしてる男たち』幻冬舎 1995年 のち文庫年
- 『徹夜対談・いつもロンリーだった』小林旭 講談社文庫 1995年
- 『愛しくてさよなら 朝ごはん食べた?第2集』小学館 1995年 のち文庫
- 『義務と演技』幻冬舎 1996年
- 『内館牧子の毒をひとつまみ』読売新聞社 1996年
- 『別れてよかった』世界文化社 1996年 のち講談社文庫
- 『男は謀略女は知略』小学館 1997年 のち文庫
- 『小粋な失恋 悩むより、殺し文句が恋に効く』講談社 1997年 のち文庫
- 『女は腕力男は魅力』小学館 1997年 のち文庫
- 『愛しすぎなくてよかった』講談社 1997年 のち文庫
- 『バスがだめなら飛行機があるさ』幻冬舎文庫 1997年
- 『あなたはいないけど…』日本放送出版協会 1997年 のち幻冬舎文庫
- 『女は三角男は四角』小学館 1998年 のち文庫
- 『必要のない人』角川書店 1998年 のち文庫
- 『言うんじゃなかった・・・ 対談集』読売新聞社 1998年
- 『週末婚』幻冬舎 1999年 のち文庫
- 『憎いものが好き』小学館 1999年 のち文庫
- 『愛しすぎたら愛は死ぬ』世界文化社 2000年
- 『あなたはオバサンと呼ばれてる』講談社 2001年 のち文庫
- 『女は愛で男は哀で』小学館 2001年
- 『きょうもいい塩梅』文藝春秋、2001年 のち文庫
- 『忘れないでね、わたしのこと』朝日新聞社 2002年 のち幻冬舎文庫
- 『プロレスラー美男子烈伝』文藝春秋 2002年
- 『夢を叶える夢を見た』幻冬舎、2002年 のち文庫
- 『内館牧子の仰天中国』JTB 2003年 のち幻冬舎文庫
- 『転がしお銀』（文藝春秋、2003年）のち文庫
- 『愛なんて、明日どうなるかわからない』大和書房 2004
- 『なめないでね、わたしのこと』幻冬舎 2004年 のち文庫
- 『食べるのが好き飲むのも好き料理は嫌い 日本放送出版協会 2004.12年 のち講談社文庫
- 『愛し続けるのは無理である。』（講談社、2005年）のち文庫
- 『あやまりたいの、あなたに』（幻冬舎、2006年）
- 『読んで演じたくなるゲキの本 小学生版』（幻冬舎、2006年）
- 『養老院より大学院―学び直しのススメ』（講談社、2006年）のち文庫
- 『女はなぜ土俵にあがれないのか』（幻冬舎新書、2006年）
- 『おしゃれに。男』（潮出版社、2006年）
- 『おしゃれに。女』（潮出版社、2006年）
- 『お帰りなさい朝青龍』（朝日新聞社、2008年）
- 『エイジハラスメント』（幻冬舎、2008年）のち文庫
- 『内館牧子の艶談・縁談・怨談』（潮出版社、2008年）
- 『「横審の魔女」と呼ばれて』（朝日新聞出版、2010年）
- 『二月の雪、三月の風、四月の雨が輝く五月をつくる』（潮出版社、2012年）
- 『心に愛唇に毒』秋田魁新報社・さきがけ文庫 2012年
- 『十二単衣を着た悪魔 源氏物語異聞』幻冬舎 2012年 のち文庫
- 『カネを積まれても使いたくない日本語』朝日新書 2013年
- 『毒唇主義』（潮出版社、2014年）のち文庫
- 『女盛りは意地悪盛り』幻冬舎文庫、2014年
- 『きれいの手口 秋田美人と京美人の「美薬」』潮出版社、2015年
- 『続 心に愛唇に毒』秋田魁新報社 さきがけ文庫、2015年
- 『終わった人』講談社、2015年 のち文庫
- 『見なかった見なかった』幻冬舎文庫 2015年
- 『ある夜のダリア 迷いの日々には、いつも花があった』島本美知子 画. 潮出版社, 2016年
- 『言わなかった言わなかった』幻冬舎文庫 2016年
- 『女盛りは腹立ち盛り』幻冬舎文庫 2017年
- 『聞かなかった聞かなかった』幻冬舎文庫 2017年
- 『すぐ死ぬんだから』講談社、2018年 のち文庫
- 『牧子、還暦過ぎてチューボーに入る』主婦の友社, 2018年
- 『男の不作法』幻冬舎新書 2018年 のち文庫
- 『女の不作法』幻冬舎新書  2018年 のち文庫
- 『女盛りは心配盛り』幻冬舎文庫 2018年
- 『大相撲の不思議』潮新書 潮出版社, 2018年
- 『きれいの手口 秋田美人と京美人の「美薬」』潮新書 潮出版社, 2019年
- 『女盛りは不満盛り』幻冬舎文庫 2020年
- 『今度生まれたら』講談社 2020年
- 『小さな神たちの祭り』潮出版社 2021年
- 『消えた歌の風景 PART1 懐かしい21の童謡・唱歌』清流出版 2022年
- 『大相撲の不思議2』潮新書 潮出版社 2022年
- 『消えた歌の風景 PART2 懐かしい21の童謡・唱歌』清流出版 2022年
- 『老害の人』講談社 2022年 のち文庫

## 連載
- 週刊朝日『暖簾にひじ鉄』
- 週刊プロレス『プロレスラー美男子列伝』
- 将棋世界『内館牧子の上達日記』（現在休載中）
- 将棋世界『月夜の駒音』（-2015年12月）
- 読売新聞宮城県版 『内館牧子の仙台だより』(2003年5月28日-)

## 音楽作品

### 作詞
- 腕に虹だけ（作曲：ひうら一帆／歌：小林旭、1995年）
- カサブランカ・グッバイ（作曲：三木たかし／歌：鳥羽一郎、1996年）
- つばめ（作曲：桜田誠一／歌：小林旭、1997年）
- 愛しすぎなくてよかった（作曲：高橋ジョージ／歌：高橋ジョージ、1998年）
- 夢少年（作曲：鈴木淳／歌：中条きよし、2002年）
- 忍冬（作曲：平尾昌晃／歌：坂本冬美、2003年）
- 水玉のスカーフ（作曲：船村徹／歌：増位山、2007年）
- 水よ（作曲：夏田昌和、東京都立六郷工科高等学校校歌）

## 受賞・受章歴
- 1990年
  - 日本女性放送者懇談会賞[41]
- 1992年
  - 第2回TV-LIFE年間ドラマ大賞1992 脚本賞（『ひらり』『…ひとりでいいの』）[42]
- 1993年
  - 第1回橋田賞[43]
- 1995年
  - 第10回文化庁芸術作品賞（『てやんでえッ!!』）
- 2001年
  - 第29回ザテレビジョンドラマアカデミー賞 脚本賞（『昔の男』）[44]
- 2019年
  - 旭日双光章[45]